# 카순 자야수리야
카순 자야수리야(Kasun Jayasuriya, 1980년 3월 25일 ~ )는 스리랑카의 축구 선수이다. 그는 스리랑카 축구 국가대표팀에서 가장 많은 득점을 기록한 선수이다.